# Cerro Santiago
Cerro Santiago is een sintelkegel in een vulkaanveld in het departement Jutiapa in Guatemala. De berg ligt ongeveer zes kilometer ten noordoosten van de stad Jutiapa en is ongeveer 1192 meter hoog.
In de omgeving van de sintelkegel liggen meerdere andere sintelkegels in hetzelfde vulkaanveld, waaronder:
- Cerro de Apantes - 1260 m
- Cerro las Aradas - 1160 m
- Cerro San Antonio I - 1192 m
- Cerro San Juan - 1125 m
- Los Cerritos
- Culma - 1027 m